# Lei de Gutenberg-Richter

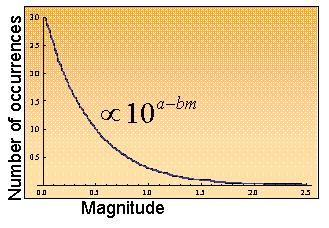
Lei de Gutenberg–Richter para b = 1

Traçado da Lei de Gutenberg-Richter para vários valores de b.

Lei de Gutenberg-Richter é a designação dada em sismologia ao modelo probabilístico que descreve a relação entre a magnitude, medida na Escala de Richter, e o número total de sismos com pelo menos dada magnitude que ocorre em determinada região num determinado período de tempo.

## Descrição
A lei de Gutenberg-Richter pode ser expressa pela seguinte equação:
{\displaystyle \!\,\log _{10}N=a-bM}
ou
{\displaystyle \!\,N=10^{a-bM}}
Onde:
- {\displaystyle \!\,N} é o número de eventos tendo magnitude {\displaystyle \!\,\geq M}
- {\displaystyle \!\,a} e {\displaystyle \!\,b} são constantes determinadas especificamente para cada região.

A existência de uma relação probabilística entre a magnitude dos sismos e a frequência da sua ocorrência foi inicialmente proposta por Charles Francis Richter e Beno Gutenberg num artigo publicado em 1956.
A lei de potência que descreve esta relação entre magnitude e frequência de ocorrência é notavelmente estável, apesar dos valores das constantes {\displaystyle \!\,a} e {\displaystyle \!\,b} variarem significativamente de região para região e com o tempo.
O parâmetro {\displaystyle \!\,b} (em geral referido como o valor-b) é em geral próximo de 1,0 em regiões com sismicidade activa. Tal significa que para cada evento de magnitude 4,0 na escala de Richter existirão 10 eventos de magnitude 3,0 e 100 eventos de magnitude 2,0 na mesma escala.
Alargando uma diversidade maior de regiões, os valores-b apresentam alguma variabilidade, situando-se em geral entre 0,5 to 2 dependendo do tipo de mecanismo focal predominante na região.  Um exemplo notável desta variabilidade ocorre durante a ocorrência de enxames sísmicos quando o valor de {\displaystyle \!\,b} pode subir até 2,5, indicando uma muito elevada proporção de pequenos sismos em relação aos de maior magnitude.
Não há pleno consenso sobre a interpretação de algumas variações espaciais e temporais observados nos valores de {\displaystyle \!\,b}. Os factores mais frequentemente citados para explicar estas variações são: a tensão aplicada ao material, a profundidade, o tipo de mecanismo focal predominante, a heterogeneidade na resistência do material, e a proximidade da macro-rotura.
A diminuição nos valores {\displaystyle \!\,b} observada antes da ruptura de amostras deformadas em laboratório levou à sugestão de que este é um precursor de macro-ruptura e portanto do desencadear do sismo.
A física estatística fornece um quadro teórico para explicar tanto a estabilidade da Lei de Gutenberg-Richter para grandes catálogos de sismos e sua evolução quando o sistema se aproxima da macro-ruptura, mas a sua aplicação na previsão de sismos está actualmente fora do alcance. Por outro lado, um valor b significativamente diferente de 1,0 pode sugerir que existem problemas com o conjunto de dados, como, por exemplo, ser incompleta ou conter erros no cálculo das magnitudes.
Há uma diminuição aparente do valor b para eventos de menor magnitude em todos os catálogos empíricos de terramotos. Este efeito é descrito como o "roll-off"  do valor b, uma descrição devida ao traçado da versão logarítmica da Lei de Gutenberg-Richter se tornar mais plano na extremidade de baixa magnitude do gráfico. Este efeito pode, em grande parte, ser causada pelo conjunto de dados ser incompleto devido à incapacidade de detectar e caracterizar pequenos eventos. Ou seja, muitos sismos de baixa magnitude não são catalogados porque menos estações sísmicas os detectam e registam devido à diminuição do sinal instrumental para valores próximos dos níveis de ruído. Alguns modernos modelos de dinâmica de sismos, no entanto, prevêem um roll-off físico na distribuição da magnitude dos pequenos sismos.
O valor {\displaystyle \!\,a} é de menor interesse científico e é um simples indicador da taxa de sismicidade total da região. Ista relação é mais facilmente observada quando a lei de Gutenberg-Richter é expressa em termos do número total de eventos:
{\displaystyle N=N_{\mathrm {TOT} }10^{-bM}\ }
onde
{\displaystyle N_{\mathrm {TOT} }=10^{a},\ }
é o número total de eventos.
Modernas teorias explicativas da Lei de Gutenberg-Richter recorrem às teorias de criticalidade auto-organizada e da autossimilaridade.